# داريل بيركنز
داريل بيركنز (بالإنجليزية: Daryl Perkins) هو دراج أسترالي، ولد في 20 أبريل 1943 في ملبورن في أستراليا.

## وصلات خارجية
- داريل بيركنز على موقع أرشيف الدراجات (الإنجليزية)
- داريل بيركنز على موقع أوليمبيديا (الإنجليزية)
- داريل بيركنز على موقع اللجنة الأولمبية الأسترالية (الإنجليزية)